# رمبلر
رمبلر (انگلیسی: Rambler) شرکت خودروسازی آمریکایی است، که در سال ۱۹۰۰ تأسیس شد.